# فيلاغارسيا دي لاتوري
بلدية فيلاغارسيا دي لاتوري (بالإسبانية: Villagarcía de la Torre)‏, هي إحدى بلديات مقاطعة بطليوس, التي تقع في منطقة إكستريمادورا, والتي تقع في غرب إسبانيا.
يبلغ عدد سكانها 1.023 نسمة وفقاً لإحصائية سنة (2002).